# بنديران
بنديران هي بلدة في مقاطعة كسبي في ولاية قشقداريا في أوزبكستان.